# Liste des personnages des bandes dessinées de Largo Winch
 (octobre 2015).
Cet article répertorie et décrit les personnages apparus dans la série de bande dessinée Largo Winch. Il ne concerne ni les romans originaux ni les autres adaptations (série télévisée, film) même s'il existe des similitudes entre ces différentes versions.
Remarques pour la lecture de la liste
- Les personnages sont classés par ordre alphabétique en fonction de leur patronyme ou, à défaut, du prénom. Les particules sont prises en compte pour le classement alphabétique. Lorsqu'un nom est chinois, coréen, khmer, vietnamien ou hongrois, le nom de famille précède le prénom.
- La liste suivante répertorie aussi les pseudonymes.
- La liste se veut un répertoire exhaustif de tous les personnages, principaux ou secondaires, nommés dans la série. Certains personnages restés anonymes font l'objet d'un paragraphe à part après le classement alphabétique de par leur importance dans l'histoire.
- Les quelques animaux sont également listés dans un paragraphe à part en fin d'article.
- Les noms sont suivis, entre parenthèses, de la nationalité du personnage (suivie d'un point d'interrogation si elle n'est pas confirmée explicitement) et de leur première apparition (abréviations utilisées : T.=Tome, p.=page), d'une description du personnage et, s'il y a lieu, de diverses informations, notamment leur éventuel décès (si celui-ci n'est pas ni montré ni implicite, la page inscrite fait référence au dialogue rapportant la mort du personnage).
- Est considérée comme première apparition la première fois où le visage du personnage est suffisamment reconnaissable : les apparitions anonymes (comme dans la première page de la série) ne sont donc pas prises en compte, de même que les apparitions de dos ou dans un plan trop large où les traits sont trop approximatifs.

## Famille Winch/Winczlav
- Winch Largo  ( Yougoslavie et  États-Unis ; T. 1 p. 8) : voir le paragraphe Executive Management du Groupe W.
- Winch Nerio ( États-Unis ; T. 1 p. 4) : voir le paragraphe Généralités du Groupe W.
- Winczlav Danitza ( Yougoslavie ; T. 1 p. 18) : lointaine parente supposée de Nerio Winch et mère de Largo Winch, morte lorsqu'il avait 2 ans le laissant ainsi dans un orphelinat de Sarajevo (La fortune de Winczlav - Danitza 1965).
- Winch "Tom" Thomas ( États-Unis ; T. 1 p. 18) : Fils de Milan Winch, petit-fils de Vanko Winczlav et père de Nerio Winch. En 1910, après la mort de son père, il hérite de son arrière-grand-père du côté de sa grand-mère, l'entreprise familiale O'Casey, très connu dans le wisky. Après la Première Guerre mondiale, Tom participe activement à la contrebande de wisky et s'enrichit. À partir de la crise de 1929, Tom se lancera dans la banque d'affaires qui va également lui apporter plus de fortune et d'affluence (La fortune de Winczlav - Tom et Lisa 1910).
- Winczlav Lisa  ( États-Unis ) : fille de Milan Winch et soeur de Tom. Pilote d'avion, elle utilise son appareil pour combattre les allemands durant la Première Guerre mondiale. Elle épousera le capitaine Bleriot, mais n'aura pas d'enfants (La fortune de Winczlav - Tom et Lisa 1910).
- Winch Milan ( États-Unis ; T. 1 p. 18) : Fils cadet de Vanko Winczlav, frère de Sandor Winczlav, père de Thomas Winch et grand-père de Nerio Winch. Il a fait fortune dans le pétrole dans l'Oklahoma et change son nom de Winczlav en Winch (T. 18 p. 4). Malheureusement, il se verra dépossédé de ses terres par l'Etat de Oklahoma en 1896 qui crée à la place une réserve indienne (La fortune de Winczlav - Vanko 1948). L'un des indiens du nom de "Saving Hands" viendra le voir régulièrement chez lui jusqu'à sa mort en 1903 et il y sera enterré. Selon des rumeurs, il s'agirait de son père Vanko. Milan décèdera en 1909 à la suite d'un ouragan. L'ancien magnat du pétrole aura dilapidé sa fortune dans l'alcool (La fortune de Winczlav - Tom et Lisa 1910).
- Winczlav Sandor ( États-Unis ; T. 1 p. 18) : Fils aîné de Vanko Winczlav, frère de Sandor Winch, oncle de Thomas Winch et grand-oncle de Nerio Winch, tué par les Sioux Oglalas alors qu'il faisait partie d'un convoi de pionniers en route pour l'Oregon.
- Winczlav Vanko ( Monténégro et  États-Unis ; T. 1 p. 18) : arrière-grand-père de Nerio Winch, grand-père de Thomas Winch et père de Sandor Winczlav et Milan Winch. Il immigre aux États-Unis en 1845 et ouvre une boutique de tailleur à New York (T. 18 p. 4). Médecin de profession, il est accusé de meurtre (à tort) et emprisonné jusqu'à sa mobilisation lors de la Guerre de Sécession. A la fin de la guerre, il disparait pour éviter de retourner en prison. Selon des rumeurs, il se serait réfugié chez des Indiens qui sont venus établir une réserve indienne dans l'Oklahoma sur le terrain appartenant à son fils qui lui a été dépossédé (La fortune de Winczlav - Vanko 1948). Sous le nom de Saving Hands, il serait décédé et aurait été enterré chez Milan Winch en 1903 (La fortune de Winczlav - Tom et Lisa 1910).

## A
- Ahmad Abdul ( Arabie saoudite ? ; T.19 p. 13) : imam meneur d'une cellule terroriste visant Largo, mais dont les penchants pédophiles ont été découverts par Igor Maliakov, qui le manipule pour servir ses propres intérêts. Tué par Rachid et deux autres terroristes (T. 20 p. 42)
- Alessandro ( Italie ; T. 9 p. 9) : président de la Banco Di Commerzio. Nom de famille inconnu. Tué à Venise dans un attentat revendiqué par les Cellules Combattantes Révolutionnaires (CCR) (T9 p9).
- Alexeï ( Russie ; T. 21 p. 34) : homme de main employé par Pope.
- Anderson Arthur ( Royaume-Uni ) : ancien camarade de classe et ex-petit ami de Pennywinkle. Cette identité sera reprise par un escroc du nom de Baxter lors du séjour londonien du groupe W pour coucher avec la secrétaire ( T. 19 p.17).
- Anderson Ralph ( États-Unis ; T. 7 p. 3) : ambassadeur américain au Myanmar, C.O.S. (Chief Of Station, résident de la CIA sous couverture diplomatique). Il est la tête pensante du complot contre Largo et Simon pour le bénéfice du Général Mah Win. Tué par Mah Win (T8 p48).
- Antoine ( France ; T. 15 p. 9) : cadre du Groupe W à l'hôtel Byblos, à Saint-Tropez (probablement le directeur de l'hôtel). Il semble être un homme de confiance aux yeux de Largo et Simon puisqu'il cache les pigeons voyageurs qu'ils utilisent et garde le secret sur l'implication de Largo dans l'accident mortel d'un des agents chinois.
- Anton ( Suisse ; T. 3 p. 3) : gardien de la Standard Anlage Bank (Lucerne).
- Apfelmond Marilyn  ( États-Unis ; T. 2 p. 8) : voir paragraphe Autres personnages récurrents liés au Groupe W.
- l'Archer Vert : pseudonyme de Ashraf Nader (T. 3 p. 15).
- M. Armstrong : pseudonyme de Harry Henke (T. 1 p. 24).
- Arturo (T. 11 p. 22) : homme de main de Panatella. Tué par Largo (T. 12 p. 27).
- Asala Hamit  ( Turquie ; T. 17) : inspecteur des douanes turques, présumé mort en Mer Noire en enquêtant sur les trafics d'armes. Sa mort incite son père à le venger en assassinant Sir Basil Williams. Le tome 18 révèle que le corps présenté à son père n'était pas le sien.
- Asala Turgut  ( Turquie ; T. 17, p. 15) : père d'Hamid Asala, pêcheur à la retraite de Trabzon. Il tue Sir Basil Williams convaincu de la responsabilité de celui-ci dans le décès de son fils (T. 17, p. 15). Assassiné à son tour dans les marches du palais de justice de New York (T. 17, p. 21).
- Atkinson Charity  ( Royaume-Uni ; T. 1 p. 36): fille de consul britannique en Turquie. Maîtresse de Largo et de Domenica Leone. On apprend dans le tome 19 qu'elle est désormais mariée.

## B
- Babe ( États-Unis ; T. 9 p. 16) : secrétaire au service Europe-Sud du Winch Building, collègue de Cavanaugh. Vrai nom inconnu. Tuée par Marchini pour l'avoir surpris en train de brûler le fax de Zorzi (T. 9 p. 27).
- Baintree (T. 5 p. 12) : agent à la solde de Karsh, infiltré à la Winchair comme directeur régional. Il s'est suicidé en se tirant une balle dans la tête après sa tentative ratée d'empêcher la fuite de Simon et Belinda Lee aux Bahamas.
- Baker Ned  ( États-Unis ; T. 11 p. 20) : patron de la chaîne de télévision NBN, il est l'un des éléments majeurs du complot "Golden Gate". Il sera arrêté pour complicité de meurtre et de tentative de meurtre.
- Bakrie Surendro ( Indonésie ; T. 23 p. 14) : directeur d'une mine d'étain du groupe W, renvoyé par Largo Winch pour avoir exploité des enfants
- Bancroft Lloyd ( États-Unis ; T. 21 p. 12): spécialiste du monde de la finance, il vient en aide à Mary Stricker lorsque celle-ci est soupçonnée de manipulations frauduleuses
- M. et Mme Banks ( Royaume-Uni ; T. 19 p. 3) : couple de retraités tués par la cellule terroriste d'Abdul Ahmad
- Baxter Suzy ( Royaume-Uni ; T. 19 p. 20) : escroc professionnelle, engagé avec son père Walter par un groupe de diplomates chinois pour voler des documents confidentiels au groupe W en se faisant passer pour un ancien amour de Pennywinkle
- Baxter Walter ( Royaume-Uni ; T. 19 p. 17) : escroc professionnel, engagé avec sa fille Suzy par un groupe de diplomates chinois pour voler des documents confidentiels au groupe W en se faisant passer pour un ancien amour de Pennywinkle
- Barney : personnage fictionnel joué par un acteur anonyme dans la série Golden Gate (T11 p3).
- Barzini ( Italie ; T. 10 p. 4) : commissaire vénitien.
- M. Bedsoe ( États-Unis ; T. 4 p. 11) : banquier, directeur de la Mercantile Saving Trust.
- Beliler Gulsah  ( Turquie ; T. 1 p. 14) : commissaire de police, responsable de l'arrestation et de l'emprisonnement de Largo à Istanbul. Muté à Trabzon après cet incident, il retournera à Istanbul dans le tome 18.
- Bellecourt André  ( France ; T. 1 p. 21) : voir Aeronautics du Groupe W.
- Ben "Benny" : pseudonyme de Harry Henke (T.1 p. 9).
- Ben Chaïm Ari  : vrai nom de Freddy Kaplan (T. 13 p. 29).
- Ben Zayed Al Neimi Hakim  ( Émirats arabes unis ? ; T. 3 p. 11) : cheïkh arabe allié des terroristes libyens, ancien condisciple de Largo à l'Institut européen d'administration des affaires. Tué par Largo (T. 4 p. 46).
- Bill : pseudonyme que prend Largo pour tenter de rester incognito dans le bar de Joey (T13 p18).
- Blackman Cathy  ( États-Unis ; T. 1 p. 12) : voir Winch Foundation for War Children.
- Blade Rupert ( Royaume-Uni ; T. 19 p. 29) : mari de Charity Atkinson
- Bokma Julius  : pseudonyme pris par Largo lorsqu'il se fait passer pour un steward de la KLM (T. 6 p. 36).
- Boxleiter (alias "Box") ( États-Unis ; T. 11 p. 47) : nom de deux agents du FBI. L'un arrête Largo à la suite de la plainte de Juliet Ferguson. Associé de Dawson, il est tué par Arturo alors qu'il surveillait les déplacements de Largo (T. 12 p. 23). Son frère apparaît lors de la libération de Largo (T. 12 p. 36).
- M. Brown : pseudonyme de Cotton auprès de Haynes (T. 9 p. 3).
- Bruneau Nelson  ( Canada ; T. 13 p. 7) : voir paragraphe Fenico de l'article Groupe W. Notons que son visage apparaît dès le tome 5 dans l'organigramme du Groupe W puis dans un plan large T. 7 p. 19 mais n'apparaît réellement que durant le tome 13.
- Büberoglü ( Turquie ; T. 1 p. 9) : brocanteur d'Istanbul. Tué par Harry Henke (T. 1 p. 10). NB: sur la pancarte de sa boutique, est inscrit "Ticaret Büberoglü". Il ne s'agit en aucun cas de son prénom mais d'un mot turc signifiant "petit magasin".
- Bukowski Olga  ( États-Unis ; T. 13 p. 12) : secrétaire du chef comptable de l'usine Tarrant. Tuée avec un pic à glace par Steve Munro (T. 13 p. 34) qui en profite pour faire porter le chapeau à Largo.
- Buzetti Waldo  ( États-Unis ; T. 1 p. 17) : voir TV & radio networks du Groupe W.

## C
- M. Calthrop ( États-Unis ; T. 3 p. 32) : adjoint du directeur financier de la Fenico, il a fourni de fausses données financières au Groupe W lors de l'OPA sur la Fenico. Il est employé par Fenimore pour donner de fausses infos au Groupe W.
- Candy ( Suisse ? ; T. 17 p. 36) : prostituée de luxe à la peau noire, elle passe quelques nuits avec Simon à Lucerne.
- Cardignac Michel  ( France ; T. 1 p. 17): voir paragraphe Winchair Airlines de l'article Groupe W. Tué par Simon Ovronnaz (T. 2 p. 46). Il est coupable du meurtre de Nerio Winch, des parents adoptifs de Largo et de la mère de Simon (T 1 et 2) et complicité dans le trafic de drogue (T. 5)
- Carla ( Italie ; T. 10 p. 27) : petite amie de Silvestro. Elle est violemment assommée (T. 10 p. 35) mais on ignore si elle a survécu.
- Carlo ( Italie ; T. 9 p. 44) : tueur associé à Giambatista, mort en tombant de l'hélicoptère lors de l'enlèvement de Charity (T. 9 p. 48).
- Carmichaël Lucie  ( Trinité-et-Tobago ; T. 7 p. 19) : voir Winchair Airlines du Groupe W.
- Cavanaugh Brenda "Brendy"  ( États-Unis ; T. 9 p. 16) : secrétaire au service Europe-Sud du Winch Building, elle découvre le fax envoyé par Zorzi et le cache lorsque Marchini veut le récupérer. Tuée par Marchini sous les yeux de Largo et Jaramale (T. 9 p. 32), elle a néanmoins le temps de passer le message du fax à Jaramale avant de mourir.
- Cherry-Lee ( États-Unis ; T. 11 p. 10) : jeune bimbo, groupie de Simon lors du tournage de "Golden Gate".
- Mme Choo ( Chine ; T. 15 p. 35) : assistante et servante de Tsai Huang, elle surprend Largo en train d'essayer de voler le Daodejing. Assommée par Largo, elle se vengera peu de temps après en lui tirant une fléchette anesthésiante. Après la disparition de Largo, elle empêche Simon et Silky d'enquêter sur l'île personnelle de Tsai Huang. Lors de son retour sur l'île, Largo la retrouvera poignardé dans le cou avec son propre couteau (T. 16 p. 34). Largo apprendra plus tard que c'est en fait Tsai Lee qui l'a tuée.
- Christel ( Liechtenstein ; T. 2 p. 26) : amie d'enfance de Largo, avec qui Largo a perdu sa virginité à 17 ans. Son mariage avec un ingénieur de Vaduz n'ayant pas duré, elle déménage à Lucerne pour y ouvrir une boutique de prêt-à-porter. Elle passera une seconde nuit d'amour avec Largo (T. 17, pp. 29-30).
- Cladmaslow Derek : pseudonyme utilisé par Largo Winch pour se faire passer pour un grossiste en composants électroniques (T. 23 p. 13)
- Cochrane Dwight E.  ( États-Unis ; T. 1 p. 11) : voir Central survey & administration du Groupe W.
- Conally Nelson  ( États-Unis ; T. 4 p. 37) : agent du FBI. Mort dans l'explosion de sa voiture, lors d'un attentat des Libyens contre Largo (T. 4 p. 42).
- Cooper Hugh ( Royaume-Uni ; T. 19 p. 10) : directeur de l'hôtel Royal Sword à Londres
- Cornelis Andy et Antoon ( Pays-Bas ? ; T. 6 p. 20 (Andy) et p. 22 (Antoon)) : frères jumeaux informaticiens et électroniciens, amis de Largo, ils aident considérablement ce dernier pour démanteler le trafic de drogue de Van Dreema.
- Cotton Robert B.  ( États-Unis ; T. 1 p. 18) : voir Oil du groupe W. Ancien président de la division pétrole du Groupe W, il est licencié par le nouveau propriétaire Largo. Il devient le nouveau président FeniCo avant d'être à nouveau viré par Largo qui a racheté le groupe. Président de la CASPE (cartel du pétrole), il est tué par Vitale D'Urso (T. 10 p. 42).
- Sergent Cussler: pseudonyme pris par Simon pour infiltrer la villa de Panatella afin d'enlever Juliet Ferguson (T. 12 p. 15). Référence à l'auteur de roman Clive Cussler (voir plus bas "Lieutenant Pitt").

## D
- Daisy-Rose ( États-Unis ; T. 13 p. 18) : prostituée dans le bar new-yorkais de Joey, où Ray agresse Largo.
- Danitza ( Yougoslavie ; T. 2 p. 12) : gitane, amie d'enfance de Largo. Elle est sans doute la première fille que Largo a embrassée dans sa vie. Elle porte le même prénom que la mère de Largo.
- Mrs Danton ( États-Unis ; T. 9 p. 16) : supérieure hiérarchique de Brenda Cavanaugh et Bade au service Europe-Sud du Winch Building.
- Daong ( Indonésie ; T. 5 p. 4): tueur au service de Karsh. Tué par Simon (T. 6 p. 19).
- Dawson ( Thaïlande ; T. 8 p. 35) : journaliste du Bangkok Enquirer, collègue de Songram.
- Dawson ( États-Unis ; T. 11 p. 47) : agent du FBI qui arrête Largo à la suite de la plainte de Juliet Ferguson. Associé de Boxleiter, il est tué par Arturo alors qu'il surveillait les déplacements de Largo (T. 12 p. 24).
- De La Cruz Flor  ( Cuba ? ; T. 11 p. 11) : assistante de Panatella, productrice exécutive de Candid Films, elle est un des éléments majeurs du complot "Golden Gate" et se révèle être une cruelle proxénète et réalisatrice des snuff movies que produit Panatella. Elle fait croire à Simon qu'elle le découvre par hasard dans la rue et lui propose d'être la vedette d'une série télévisée. Grièvement brûlée par Sarah Washington, elle se suicide à l'hôpital (T. 12 p. 45).
- Del Ferril Alicia  ( Argentine ; T. 7 p. 19) : voir Hotels du Groupe W.
- Diego ( États-Unis ? ; T. 3 p. 38) : gardien au Winch Building.
- Donahue James  ( États-Unis ; T. 5 p. 6) : agent corrompu de la DEA, informateur pour le compte du trafic de drogue de Van Dreema. Poignardé au bras par Largo (légitime défense), il est probablement tué dans l'explosion de l'avion en Écosse (T. 6 p. 48).
- Dos Santos Janis (T. 23, p. 21) : membre de l'ONG Human Project, elle tend un piège au journaliste Tom Halbrow après l'avoir aidé à mettre au jour l'exploitation d'enfants dans une mine du Groupe W
- Dougherty Ralph  ( États-Unis ; T. 12 p. 34) : directeur du FBI pour la côte nord-ouest.
- Draillac Laurent ( France ; T. 19 p. 7) : fils d'un richissime industriel français, PDG de l'entreprise familiale Aéronautiques Draillac, à qui Largo Winch propose de devenir le nouveau président de la branche aéronautique du Groupe W. Ce personnage a initialement été créé par Jean Van Hamme et Dany dans l'album Histoire sans héros paru en 1977 et sa suite Vingt ans après dont il est fait référence dans le tome 19. Il est marié et père de deux enfants, sa femme apparaissait dans Vingt ans après mais n'est que mentionnée dans le tome 19. Laurent refusera l'offre de Largo dans le tome 20.
- Mme. Draillac ( France ; T. 19 p. 2) : épouse de Laurent Draillac, uniquement mentionnée dans le tome 19.
- M. et Mme Dumortier : pseudonymes pris par Ashraf Nader et Marie (T. 3 p. 7).
- Dundee Stephen G.  ( États-Unis ; T. 1 p. 17) : voir Presse du Groupe W
- D'Urso Vitale  ( Italie ; T. 9 p. 8) : demi-frère et neveu de Silvestro et de Giambatista, fils du Duc de Leridan. Mort des suites de ses brûlures sur le bateau de Cotton après avoir tué ce dernier (T. 10 p. 42).

## E-F
- Early ( États-Unis ; T. 4 p. 48) : balayeur à l'aéroport de New York.
- Fairway Donald : pseudonyme utilisé par Jack Reynolds auprès de Domenica Leone (T. 20 p. 10)
- Fenimore Gus  ( États-Unis ; T. 3 p. 12) : voir Sport & Entertainment du groupe W.
- Ferguson Juliet  ( États-Unis ; T. 11 p. 23) : jeune prostituée originaire du Wyoming. Manipulée par Panatella et De La Cruz, elle est contrainte de participer à une mise en scène liée au complot "Golden Gate" : elle porte ainsi plainte pour enlèvement, séquestration, coups et blessures, et viol envers Largo. Elle finira par tout avouer pour l'innocenter et retournera vivre chez ses parents.
- Fisher Paul  ( Suisse ; T. 3 p. 3) : employé de la Standard Anlage Bank (Lucerne), gendre de son patron, Dieter Strœgl. Il est tué par Ashraf Nader après avoir permis à ce dernier de photographier des documents confidentiels dans un coffre (T. 3 p. 7).
- Fitzhorn James  ( États-Unis ; T. 3 p. 42) : juriste du Groupe W, rattaché à l'administration de Cochrane.
- Fletcher ( États-Unis ; T. 6 p. 7) : directeur informatique du Groupe W.
- Forsythe ( Royaume-Uni ? ; T. 2 p. 20) : ancien "camarade" d'étude de Largo en Angleterre.
- Fred (T. 2 p. 42) : homme de main de Cardignac. Tué par Largo (T. 2 p. 43).
- French John  ( États-Unis ; T. 7 p. 25) : agent de la CIA de la cellule de Rangoon, il se fait passer pour un reporter indépendant pour accompagner Largo dans le Triangle d'or. Démasqué par Largo qui le laisse partir, l'agent est tué par Kadjang (T. 8 p. 34).

## G
- Gayel Saïdée ( Liban ; T. 19 p. 4) : membre de la cellule terroriste d'Abdul Ahmad à l'instigation de la CIA. Elle entame une relation amoureuse intense avec Largo, mais meurt en prison selon les ordres de Viktor Palnine.
- George ( États-Unis ; T. 11 p. 29) : réceptionniste de l'hôtel Bayview Mansion à San Francisco.
- Gessner Rudi  ( Suisse ; T. 7 p. 19) : voir Banques du groupe W
- Giambatista ( Italie ; T. 9 p. 14) : demi-frère de Silvestro et de Vitale D'Urso, fils du Duc de Leridan. Il enlève Charity à Venise. Retrouvé assassiné sur l'île où il cachait Charity (T. 10 p. 34).
- Gina ( États-Unis ? ; T. 4 p. 17) : modèle amateur et maîtresse de Simon.
- Gleiber Ernst ( Liechtenstein ; T. 2 p. 4) : "oncle"[pas clair] de Largo, il a élevé Largo jusqu'à ses 10 ans, avec sa femme Hannah Gleiber. Employé de la Zukunft Anstalt. Tué par Hobbart (T. 2 p. 30).
- Gleiber Hannah ( Liechtenstein ; T. 2 p. 4) : "tante"[pas clair] de Largo, elle a élevé Largo jusqu'à ses 10 ans, avec son mari Ernst Gleiber. Tuée par Hobbart (T. 2 p. 30).

## H
- Hadès : pseudonyme de Lemarchand (T. 5 p. 43).
- Halbrow Tom ( États-Unis ; T. 23 p. 21) : journaliste au New York Post, il enquête sur l'exploitation d'enfants dans une mine du groupe W. Il meurt après avoir fait une chute mortelle dans sa voiture dont les freins avaient été sabotés (T. 23, p. 41).
- Harrison Fran ( États-Unis ? ; T. 6 p. 34) : chef hôtesse de la Winchair, impliquée dans le trafic de drogue de Van Dreema. Tuée dans l'explosion de l'avion (T. 6 p. 48).
- Hans ( Liechtenstein ; T. 2 p. 27) : ami d'enfance de Largo.
- Haynes Cedric ( Royaume-Uni ; T. 9 p. 3) : ex-agent secret britannique (sergent-major du 3D Royal Pioneer Corps), engagé par Cotton pour poser une bombe dans le Winch Building. Il se fait passer pour un majordome sous le nom de Tyler pour infiltrer le Groupe W. Tué par des tueurs de Cotton (T. 10 p. 16) ; avant de mourir, il livre à Largo le mot de passe pour désarmer la bombe (Shakespeare), sans toutefois avoir le temps de lui expliquer de quoi il s'agit.
- Helmut ( Liechtenstein ; T. 2 p. 34) : policier.
- Herman ( Suisse ? ; T. 17 p. 45) : ancien catcheur, il est l'un des ravisseurs de Martha Strœgl.
- Henke Harry ( États-Unis ; T. 1 p. 8) : tueur à gages. Tué par Hobbart avec la technique du parapluie bulgare (T. 1 p. 24).
- Hobbart ( États-Unis ? ; T. 1 p. 16) : tueur, homme de confiance de Cardignac. Mort par "accident" (T. 2 p. 34).
- Holly ( États-Unis ? ; T. 6 p. 46) : hôtesse de la Winchair.
- Hou Hsiao : un des agents asiatiques (avec Tian Qizhang) qui substituent le pigeon voyageur à un autre pour délivrer le message des Gardiens du Tao à Largo depuis Saint-Tropez. On apprend leurs noms grâce au réceptionniste de l'hôtel Byblos mais rien ne permet de dire lequel est Hou Hsiao et lequel est Tian Qizhang. L'un observe les agissements de Simon aux jumelles (T. 15 p. 8) et meurt dans un accident de voiture (T. 15 p. 14), l'autre intercepte le pigeon à l'aide d'un faucon (T. 15 p. 8) et finit par s'enfuir, puis retrouve Largo à Hong Kong. Homme de main de Tsai Lee, ce deuxième agent mourra dans le crash de l'hélicoptère de son patron (T. 16 p.44).

## I-J
- Iana (T. 23 p. 24) : compagne de Walter, tuée par Tyson après avoir tenté d'assassiner Jarod et Demetria Manskind
- Jacopo ( Italie ; T. 9 p. 23) : assistant du Duc Leridan depuis 8 ans, il le trahit au profit de Cotton dans le complot de la CASPE et sera finalement arrêté par la police italienne.
- Jana ( Turquie ; T. 17 p. 33) : Fiancée de Hamit Asala, elle travaille au service administratif des douanes de Trabzon. Elle informe Winch de ce que son fiancé avait découvert avant sa mort.
- Jaramale Emil  ( Mexique ; T. 1 p. 21) : voir paragraphe Electronics & Computers de l'article Groupe W.
- Jeffries ( Royaume-Uni ; T. 19 p. 8) : chauffeur de Domenica Leone lors de son vernissage à Londres.
- Jenny (T. 15 p. 5) : blonde pulpeuse que drague Simon dans une discothèque de Saint-Tropez avant de s'apercevoir qu'il s'agit d'une des nombreuses conquêtes de Silky Song.
- Joey ( États-Unis ; T. 13 p. 18) : patron du bar new-yorkais où Ray agresse Largo.
- Johnson ( États-Unis ; T. 17 p. 22) : se dit agent de la section financière du département de lutte anti-terroriste du FBI, il soupçonne Largo Winch d'avoir fait assassiner Turgut Asala, après l'avoir payé pour tuer Sir Basil Williams. Selon lui, Winch a fait tuer Williams parce que ce dernier avait découvert qu'il faisait des affaires avec Iorg Yvatschvili, trafiquants d'armes géorgien (T. 17 p. 23).
- José: pseudonyme donné à Largo par la Baronne Vandenberg lorsqu'il se fait passer pour son chauffeur (T. 5 p. 37).
- Joyce ( États-Unis ? ; T. 6 p. 34) : hôtesse de la Winchair, impliquée dans le trafic de drogue de Van Dreema. Tuée dans l'explosion de l'avion (T. 6 p. 48).

## K
- Kadjang ( Birmanie ? ; T. 7 p. 14) : un des chefs de la rébellion Chan (Myanmar). Frère de Malunaï, neveu de Phaï-Tang.
- Kaplan Freddy  ( Israël puis  Monaco ; T. 1 p. 48) : voir Autres personnages récurrents liés au Groupe W.
- Karandayi Général  ( Turquie ; T. 1 p. 27) : chef de la police turque. Il meurt des suites de ses blessures (T. 2 p. 10).
- Commissaire Karel ( Pays-Bas ; T. 5 p. 23) : directeur de la brigade antidrogue de la police néerlandaise.
- Karl ( Suisse ; T. 17 p. 5) : Garde de nuit de la Standard Anlage Bank de Lucerne. Nom de famille inconnu.
- Karsh Wolf  ( Pays-Bas puis  Afrique du Sud ; T. 5 p. 4) : tueur, exécutant numéro un du trafic de drogue orchestré par Van Dreema. Surnommé "l'Albinos". Tué dans l'explosion de l'avion (T. 6 p. 48).
- Khamal ( Turquie ; T. 1 p. 46) : tueur et chef de la section K aux ordres du Général Karandayi. Tué par Charity (T. 1 p. 46). À noter qu'il apparaît également dans le premier roman Largo Winch et Groupe W (1977) où il est présenté comme le chef de la section K, le nom de la "section K" pouvant ainsi être un acronyme d'après l'initiale de son chef.
- Khee Parlang  ( Chine? ; T. 15 p. 19) : ermite méditant tibétain auprès duquel Largo avait appris le tantrayana. Accusé par les autorités chinoises d'être complice des terroristes tibétains, Parlang Khee est arrêté et Largo aussi. Comme Largo refusera de dire qu'il a aussi collaboré, Wong le décapitera devant ses yeux (T. 15 p. 20).
- Knopff Hans Dieter  : pseudonyme pris par Larsen (T. 5 p. 3).
- Maître Knox Nigel  ( États-Unis ; T. 13 p. 24) : avocat sensationnaliste, célèbre pour son combat contre les multinationales, il propose à June Tarrant de porter plainte contre Largo pour homicide avec préméditation (en fait sur une idée de Dennis Tarrant lui-même).
- Kurt (T. 2 p. 42) : homme de main de Cardignac. Tué par Simon (T. 2 p. 43).
- Shin Kyaw ( Birmanie ; T. 7 p. 6): sergent de la police birmane, impliqué dans le complot organisé par le Général Mah Win pour emprisonner Simon.

## L
- Lan Kwon : il ne s'agit en fait que d'un titre et pas du nom du personnage contrairement à ce qu'on pourrait croire. Se référer donc au paragraphe sur les personnages anonymes.
- Larry ( États-Unis ; T. 5 p. 6) : ambassadeur américain à Paris. Nom de famille inconnu.
- Larsen Sveig  ( Norvège ; T. 5 p. 3) : chimiste, raffineur d'héroïne, il est sauvé par Largo lors des séjours de ce dernier dans le Triangle d'or pendant sa jeunesse. Reconnaissant, il propose à Largo d'infiltrer le trafic de Van Dreema pour le faire sauter. Tué par Daong sur ordre de Karsh (T. 5 p. 4), sa tête est servie en plat du jour à l'inauguration du Fontenoy (T. 5 p.11).
- Lavanter Borg : pseudonyme de Ashraf Nader (T. 3 p. 4).
- Lawrence HD.  ( États-Unis ; T. 12 p. 6) : juge d'instruction du comté de San Francisco, chargée de la plainte de Juliet Ferguson envers Largo.
- Lee Belinda (T. 5 p. 10) : agent à la solde de Karsh, infiltrée comme secrétaire de la Winchair. Maîtresse de Simon, elle passe dans l'autre camp après avoir raté sa tentative d'assassinat de Simon et lui avoir tout avoué. Tuée par Karsh (T. 6 p. 15).
- Lemarchand ( France ; T. 5 p. 16) : tueur impliqué dans le trafic de drogue de Van Dreema. Surnommé "Hadès", il manipule la Baronne Vandenberg et Scarpa. Il se fait passer pour un avocat auprès de Largo. Tué par la Baronne (T. 6 p. 27).
- Leone Domenica  ( Italie ; T. 9 p. 11 en photo, puis page suivante): sculptrice romaine, fille d'un colonel des carabiniers, amie de jeunesse et maîtresse de Charity avec qui elle avait fait ses études à Lausanne; également maîtresse de Largo.
- S.E. Duc Leridan Francesco II  ( Italie ; T. 9 p. 23) : duc de Venise, dit "le Doge" (car descendant d'une grande famille vénitienne comptant plusieurs anciens Doges de la République), fondateur de l'association "Sauvez Venise". Il est manipulé par Cotton lors du complot de ce dernier. Père de Vitale D'Urso, Silvestro et Giambatista, conçus la même nuit avec trois sœurs presque jumelles. Il est le plus grand perdant du complot de Cotton car il a perdu ses trois fils et sa réputation.
- Ling Kurt  ( Suisse ; T. 7 p. 20) : attaché à l'ambassade suisse aux États-Unis.
- Lockwood John ( Royaume-Uni ; T. 17 p. 6) : Directeur financier de la division Merchant Fleet du Groupe W à Panama et mari de Sybil Lockwood. Il se suicide d'une balle dans la tête (T. 17 p. 9).
- Lockwood Sybil ( Géorgie et  Royaume-Uni ; T. 17 p. 6) : Merchant Fleet du Groupe W. Mariée à John Lockwood, elle est la maîtresse de Basil Williams, président de la division. Après la mort de ce dernier, elle est nommée présidente de la division marchande par intérim. Elle meurt à la suite de l'explosion de son hélicoptère sur son cargo Sybilla en Mer Noire.
- Loeb Harold  ( États-Unis ; T. 3 p. 43) : courtier d'affaires, impliqué dans la contre-OPA du Groupe W contre la Fenico.
- Lon Aung  ( Birmanie ; T. 7 p. 25) : commandant de l'armée birmane, responsable du Fort de Makiling. Tué par John French (T. 8 p. 21).
- Longman Art  ( Israël ; T. 3 p. 31) : agent du Mossad, supérieur hiérarchique de Rifka Sharim. Il perdra deux agents au cours de l'opération OPA.
- Luigi ( Italie ? ; T. 2 p. 42) : homme de main de Cardignac. Tué par Largo (T. 2 p. 43).

## M
- MacBride Coleen ( États-Unis ; T. 21 p. 11) : enquêtrice de la SEC, chargée des investigations sur le crash éclair causé par le piratage de l'ordinateur de Mary Stricker
- Major Malcombe ( Royaume-Uni ; T. 5 p. 23) : chef du département des stupéfiants à Scotland Yard.
- Maliakov Igor ( Russie ; T. 19 p. 26) : homme d'affaires lié à Viktor Palnine et organisateur de l'attentat manqué de Londres visant Largo et le groupe W
- Malunaï ( Birmanie ? ; T. 7 p. 17) : une des chefs de la rébellion Chan (Myanmar). Sœur de Kadjang, nièce de Phaï-Tang, maîtresse de Largo, avec qui elle perd sa virginité.
- Manskind Demetria ( États-Unis ; T. 23 p. 18) : épouse de Jarod Manskind, créatrice de mode. Elle entretient une liaison avec son garde du corps.
- Manskind Jarod ( États-Unis ; T. 23 p. 18) : époux de Demetria Manskind, directeur de Manskind Industries, une compagnie spécialisée dans les nouvelles technologies. Il proposera à Largo une virée dans l'espace avec sa navette, mais celle-ci est piratée.
- Marchini: pseudonyme pris par Silvestro (T. 9 p. 17) pour infiltrer l'administration Europe-Sud au Winch Building afin d'intercepter le fax de Zorzi.
- Marie ( France ; T. 3 p. 7) : agent double : complice de Ashraf Nader mais en lien avec le Mossad. Tuée par les Libyens (T. 3 p. 31).
- Signor Marinelli ( Italie ; T. 9 p. 20) : patron de l'hôtel Palazzo Galba à Venise, où s'installent Charity et Domenica Leone, puis Largo. Ami de Domenica Leone.
- Mario (T. 5 p. 33) : chauffeur de la Baronne Vandenberg.
- Marjorie ( États-Unis ; T. 8 p. 47) : secrétaire de Ralph Anderson.
- Martigny François : pseudonyme pris par Simon aux Pays-Bas (T. 6 p. 10).
- Master ( États-Unis ; T. 17 p. 22) : Se dit agent de la section financière du département de lutte anti-terroriste du FBI, il soupçonne Largo Winch d'avoir fait assassiner Turgut Asala, après l'avoir payé pour tuer Sir Basil Williams. Selon lui, Winch a fait tuer Williams parce que ce dernier avait découvert qu'il faisait affaires avec Iorg Yvatschvili, trafiquants d'armes géorgien (T. 17 p. 23).
- M. et Mme McCabe (Martha) ( États-Unis ; T. 12 p. 40) : vieux propriétaires de la cabane dans la cave de laquelle sont tournés les snuff movies de Panatella. Évidemment de mèche avec cette production illégale et cruelle, ils sont probablement morts écrasés par Boxleiter dans son 4x4 du FBI qui enfonce la paroi de leur cabane (T. 12 p. 42).
- McCreed Royce  ( États-Unis ; T. 13 p. 4) : présentateur de l'émission "Le Prix de l'argent" sur la chaîne ABS.
- Meï-Lung ( Birmanie ? ; T. 5 p. 13) : fille de Phaï-Tang.
- Mellow Lizza-Lu  ( États-Unis ; T. 3 p. 20) : star déchue d'Hollywood qui vit grâce à ses mariages par intérêt avec une dizaine d'hommes d'affaires dont Matt Northridge. Elle drogue Largo pour lancer une rumeur de mariage entre eux, puis, le voyant au bord de la ruine dû à un retournement de situation, se marie à Gus Fenimore avec qui elle divorce après l'échec de l'OPA de la FeniCo sur le Groupe W dans le Tome 4. Ce dernier, pour payer le divorce qui est l'un des plus couteux de l'histoire, vend son château médiéval du Connecticut.
- Moerteno Dewan  ( Indonésie ; T. 10 p. 40) : secrétaire de Jaya Permusyawaratan.
- Morganson Ralph  (T. 6 p. 34) : mécanicien de la Winchair à l'aéroport néerlandais de Schiphol, impliqué dans le trafic de drogue de Van Dreema. Tué par Karsh (T. 6 p. 35).
- Mulliner ( Royaume-Uni ? ; T. 2 p. 20) : ancien "camarade" d'étude de Largo en Angleterre.
- Munro Steve (ou Steven Munro) ( États-Unis ; T. 14 p. 13) : ancien chef comptable de l'usine Tarrant, promu vice-président à la direction financière de Speed One après la fermeture de l'usine. C'est lui qui, en collaboration avec Wilcox, met en place la fraude pour tirer profit de la situation de l'usine Tarrant. Accusé par l'enregistrement de sa conversation avec Wilcox, il fuit puis réapparaît à Deer Point où il prend June Tarrant en otage. Il est gravement blessé par Mitch Russel dans l'opération kamikaze de ce dernier et passera aux aveux sur son lit d'hôpital.

## N-O
- Nader Ashraf  ( Libye ; T. 3 p. 4) : terroriste et tueur à gage, surnommé l'Archer vert ; tué par Largo (T. 4 p. 27).
- Naheen : pseudonyme utilisé par Saïdée pour infiltrer le groupe terroriste d'Abdul Ahmad (T. 19 p. 13)
- Ksenia Naievna ( Russie ; T. 21 p. 14) : agent du FSB, se faisant passer pour la directrice de communication de Viktor Palnine. L'une des rares femmes à initialement résister au charme de Largo (avec qui elle passera tout de même une nuit), elle l'aide à déjouer les machinations de Sokoliev et Palnine qui cherchent à ruiner Largo et l'image de son groupe.
- Northridge Matthew "Matt"  ( États-Unis ; T. 3 p. 14) : industriel (dans la pétrochimie notamment), ex-mari de Lizza-Lu Mellow. Tué par Ashraf Nader (T. 3 p. 14).
- O'Casey Paddy  ( États-Unis ; T. 14 p. 11) : contremaître en chef de l'usine Tarrant, parrain de June Tarrant.
- Ovronnaz Simon  ( Suisse ; T. 1 p. 19) : voir Winchair Airlines. Ancien voleur repenti devenu homme à tout faire de Largo Winch, il connait une carrière éphémère de président de la division Winchair (par intérim, T. 5 et 6) et acteur d'une série qui sera finalement annulée (T. 11).

## P
- Palnine Viktor ( Russie ; T. 21 p. 12) : homme d'affaires, rival de Leonid Sokoliev. En s'associant au fonds Karista Equity, il cherche à s'enrichir sur le dos de Largo en le voyant s'en sortir, mais son complot est finalement révélé par ce dernier. Tué dans l'explosion de son yacht provoquée par Simon Ovronnaz (T. 22 p. 47).
- Don Panatella Candido  ( États-Unis ? ; T. 11 p. 22) : grand propriétaire (notamment de Candid Films et du casino Guantanamera à Reno), il est l'un des éléments majeurs du complot "Golden Gate". Cruel, il produit également des snuff movies réalisés par Flor De La Cruz. Tué dans la chute de son ascenseur (T. 12 p. 47), orchestrée par Simon mais maquillée en accident.
- Paolo ( Italie ; T. 10 p. 35) : domestique du Duc Leridan.
- Parker Allan ( États-Unis ; T. 23 p. 38) : pilote de l'Asteria
- Passar S.E. Uubung  ( Indonésie ; T. 10 p. 40) : ambassadeur indonésien aux États-Unis.
- Miss Pennywinkle (alias "Penny") ( Royaume-Uni ; T. 2 p. 7) : voir paragraphe Autres personnages récurrents liés au Groupe W. Secrétaire du groupe W.
- Permusyawaratan S.E. Jaya  ( Indonésie ; T. 10 p. 40) : ministre indonésien de l'Énergie et du Pétrole.
- Phaï-Tang ( Birmanie ? ; T. 5 p. 13) : chef de clan Chan du Triangle d'or. Connaissance de jeunesse de Largo, père de Meï-Lung, oncle de Kadjang et Malunaï.
- Lieutenant Pitt : pseudonyme pris par Pennywinkle pour infiltrer la villa de Panatella afin d'enlever Juliet Ferguson (T. 12 p. 15). Référence au personnage Dirk Pitt créé par le romancier Clive Cussler (voir plus haut "Sergent Cussler").
- Pope ( Russie ; T. 21 p. 33) : homme de main de Sokoliev. Tué par Largo de deux couteaux dans la poitrine (T. 22 p. 29).

## Q-R
- Quayle Robinson  ( États-Unis ; T. 2 p. 8) : enquêteur engagé par Sullivan pour enquêter sur les évènements turcs du Tome 1.
- Quinn Earl  ( États-Unis ; T. 11 p. 8) : directeur général de la chaîne de télévision W9, il est l'un des éléments majeurs du complot "Golden Gate". Frère de Grace Quinn. Tué dans l'explosion de sa voiture, déclenchée par Arturo (T. 12 p. 21).
- Quinn Grace  ( États-Unis ; T. 11 p. 16) : maquilleuse de cinéma et télévision, sa participation au complot "Golden Gate" semble se limiter à une complicité avec son frère, Earl Quinn, lorsqu'elle le maquille en sosie de Cochrane. Tuée par Arturo (T. 12 p. 27).
- Rachid : membre du groupe terroriste mené par Abdul Ahmad, qu'il finira par tuer après avoir découvert sa trahison
- Radel ( Turquie) : un des deux détenus de la prison de Selimiye qui se battent contre Largo et Simon, l'autre étant Sédir. On ne peut savoir avec certitude lequel est Sédir et lequel est Radel. L'un provoque la bagarre avec Largo (T. 1 p.18), l'autre intervient mais est assommé par Simon (T.1 p.19), engendrant ainsi la rencontre entre Largo et Simon.
- Ranson Joss ( États-Unis ; T. 21 p. 11) : agent du FBI, chargée des investigations sur le crash éclair causé par le piratage de l'ordinateur de Mary Stricker.
- Ray ( États-Unis ; T. 13 p. 18) : client du bar new-yorkais de Joey, il y agresse Largo. Lui et son ami n'auront néanmoins pas l'occasion de se "défouler" comme prévu puisque Silky Song les mettra hors d'état de nuire.
- Red W.J.  ( États-Unis ; T. 13 p. 11) : sheriff de Deer Point qui arrête Largo pour le meurtre d'Olga Bukowski. Son nom reste obscur car le nom de Red n'est évoqué qu'une seule fois, dans une réplique de Mitch Russel qui ne permet pas de savoir s'il s'agit de son nom ou d'un surnom, et une seule image laisse apparaître l'inscription de son écusson où l'on peut lire "W.J." suivi par un nom relativement illisible mais apparemment commençant par "Heni".
- Remington Jessie  ( États-Unis ; T. 7 p. 9) : championne de ski alpin, double médaillée d'or olympique. Maîtresse de Largo, elle aimerait bien que celui-ci la demande en mariage ! Elle participe activement à la manœuvre de rachat de l'usine Tarrant organisée par Largo et devient la représentante médiatique de la nouvelle marque New Tarrant. Elle possède un chalet dans l'Idaho.
- Reynolds Jack ( États-Unis ; T. 19 p. 46) : agent de la CIA, secrètement associé à Igor Maliakov pour faire disparaître Largo Winch. Tué par Natalia Sabatchalya (T. 20 p. 43).
- Rider Jimmy, pseudonyme employé par Simon pour passer incognito en Suisse (T. 17, p. 32).
- Roberts Jim  ( États-Unis ; T. 7 p. 32) : ambassadeur américain en Thaïlande.
- Russel Mitch  ( États-Unis ; T. 13 p. 8) : lieutenant de police de Deer Point, premier shérif-adjoint. Ami d'enfance de June Tarrant, il en est follement et jalousement amoureux mais ce sentiment n'est pas partagé. Lorsque Munro détient June en otage dans l'usine, il prend personnellement l'initiative de lancer une opération de sauvetage kamikaze dans laquelle il meurt en mettant Munro hors d'état de nuire (T. 14 p. 42). Il est proposé pour la médaille du Congrès à titre posthume.
- Rostopofolokolovitch Abélard ( États-Unis? ; T. 3 p. 14) : nom inventé par Largo en disant qu'il n'est que le sosie de Largo Winch envoyé aux soirées mondaines et riche de -117 $ en banque (mensonge évident pour tenter de séduire Melly Wagner)

## S
- Sabatchalya Natalia ( Russie ; T. 20 p. 43) : ancienne championne de tir devenue tueuse au service de Viktor Palnine, tout en jouant un double jeu auprès de Leonid Sokoliev. Tuée par Ksenia Naievna (T. 22 p. 43).
- Sacha ( Russie ; T. 21 p. 46) : barman.
- Samantha ( États-Unis ; T. 11 p. 15) : actrice de la série "Golden Gate".
- San Hyo ( Birmanie ; T. 8 p. 13) : capitaine de l'armée birmane, pilote d'hélicoptère, allié de Largo dans le pacte conclu avec les "Gardiens du Tao".
- Saxthorpe Philibert  : pseudonyme pris par Largo lorsqu'il se fait passer pour un contrôleur du Groupe W (en compagnie de Sarah Washington) pour contrôler les comptes de Speed One (T. 14 p. 13). Son identité est révélé accidentellement par Sarah lors d'un diner avec les dirigeants de Speed One et Largo en profite pour bluffer avant de prendre la fuite (ce bluff marchera).
- Scarpa Marcello  ( Italie ; T. 1 p. 17) : voir Hotels. Tué par Lemarchand (T. 6 p. 26).
- Scott Leonard  ( Afrique du Sud ; T. 1 p. 17) : voir Mining & metallurgy.
- Sédir ( Turquie) : un des deux détenus de la prison de Selimiye qui se battent contre Largo et Simon, l'autre étant Radel. On ne peut savoir avec certitude lequel est Sédir et lequel est Radel. L'un provoque la bagarre avec Largo (T. 1 p.18), l'autre intervient mais est assommé par Simon (T.1 p.19), engendrant ainsi la rencontre entre Largo et Simon.
- Sergeï ( Russie ; T. 21 p. 6) : garde du corps d'Igor Maliakov
- Shadow Mike  : personnage fictionnel joué par Simon dans la série télévisée Golden Gate (T. 11 p. 3).
- Sharim Rifka  ( Israël ; T. 3 p. 11) : agente du Mossad, Largo Winch tombera amoureux d’elle. C’est lors d'une soirée que Rifka se rapproche du milliardaire en prenant l'identité de Mélanie Wagner (alias Melly) pour rencontrer un cheikh arabe, Hakim Ben Zayed. Après la soirée, elle aura une relation sexuelle avec Winch et on découvrira qu'ils s'aiment. Sous les ordres d’Art Longman, alors qu’elle voudrait rester aux côtés de son bien-aimé, elle a comme mission d’endosser le rôle de maîtresse d’Hakim afin de microfilmer le plan de ce dernier : avoir le contrôle du groupe W ainsi que de la Fenico. Largo apprendra alors la fausse identité de « Melly » par Miss Pennywinkle qui lui transmet une photo de la vraie Mélanie Wagner. Au Central Park, par surprise, Ashraf Nader (l’archer vert) tire dans le dos de Largo. Rifka, cachée, hurle pour avertir son amoureux et lui sauve la vie. Quelques instants plus tard, Ashraf appuie à nouveau sur la détente. Largo, doté de son couteau, est trop loin pour l’en empêcher ou le tuer. L’agente du Mossad intervient à nouveau en surgissant de nulle part et lui sauve une seconde fois la vie. Sentant que la situation tourne mal, Winch, en pleine détresse, lança son couteau de toutes ses forces. Il atteignit avec succès la tête de l'archer mais il est trop tard, Rifka est tuée de plusieurs balles de pistolet. Lors de ses derniers mots, portée par un Largo en larmes, la belle femme lui montre du doigt l'endroit de leur dernier baiser et finit par "C'est là que j'ai...». Le milliardaire comprendra par la suite cette phrase. Il s’agissait du lieu où Rifka par amour, tout en désobéissant les ordres du Mossad, a caché le microfilm. Ainsi, grâce à elle, Winch peut empêcher qu’Hakim s’empare de son groupe. Largo, amoureux et profondément touché par sa mort, achètera à la suite de cet événement tragique 100 000 roses blanches pour l'accompagner seule dans son dernier voyage, un avion « Winchair » en direction de l’Israël, pays natal de Rifka.
- Silvestro ( Italie ; T. 9 p. 17) : demi-frère de Vitale D'Urso et de Giambatista, fils du Duc de Leridan. Il infiltre l'administration Europe-Sud au Winch Building afin intercepter le fax de Zorzi. Après avoir tué deux employées du service fax, il est poursuivi dans la tour par Largo avant d'être tué par Haynes à l'aide d'un manche de parasol (T. 9 p. 37).
- Sokoliev Leonid ( Russie ; T. 21 p. 13) : homme d'affaires, rival de Viktor Palnine. Commanditaire de l'attentat manqué contre Largo à Londres, il tente ensuite de le ruiner pour s'enrichir, mais ses machinations sont finalement déjouées à la suite d'une série de trahisons et d'un appât mis en place par Largo pour le démasquer. Tué par Natalia Sabatchalya (T. 22 p. 31).
- Song Silky  ( États-Unis ; T. 13 p. 16) : voir Autres personnages récurrents liés au Groupe W. Pilote personnel de Largo Winch. Lesbienne, elle a de nombreuses maîtresses, dont Sarah Washington.
- Songram ( Thaïlande ; T. 8 p. 35) : journaliste du Bangkok Enquirer, collègue de Dawson.
- Starbuckle ( États-Unis ; T. 3 p. 20) : serviteur de Lizza-Lu Mellow.
- Stone Barbara  ( États-Unis ; T. 13 p. 11) : médecin généraliste de Deer Point, maîtresse de Dennis Tarrant, c'est elle qui avait décelé les premiers symptômes du cancer de ce dernier. Ses aveux (elle avait aussi accompagné Tarrant lorsqu'il avait rendu visite à Knox) permettent d'innocenter Largo et donc d'obliger Knox à retirer la plainte. Elle est devenue la maîtresse de Gus Fenimore dans le tome 17.
- Stricker Mary ( États-Unis ; T. 21 p. 10) : tradeuse employée du groupe W, forcée de prendre la fuite après que son ordinateur est piraté pour effectuer des opérations boursières frauduleuses. Elle devient par la suite présidente de la division Banques du groupe W.
- Docteur Strœgl Dieter ( Suisse ; T. 3 p. 3) : banquier, directeur de la Standard Anlage Bank (Lucerne), dans un coffre de laquelle sont conservés les titres de propriétés du Groupe W détenus par la Zukunft Anstalt ; beau-père de Paul Fisher.
- Strœgl Martha  ( Suisse ; T. 17, p.4) : fille unique du docteur Strœgl, 34 ans, veuve de Paul Fisher et sans emploi, elle réside avec son père depuis le décès de sa mère. Elle est enlevée afin d'obliger son père à collaborer avec Sybil Lockwood. Elle est libérée par Simon Ovronnaz et tombe amoureuse de lui au point de vouloir l'épouser (T. 17, p. 48).
- Sue Ann (ou Sue Anne) ( États-Unis ; T. 1 p. 36) : fille de l'Attaché naval américain en Turquie, amie de Charity, maîtresse de Simon. Tuée par la section K (T. 1 p. 41).
- Sullivan John D.  ( États-Unis ; T. 1 p. 11) : voir Executive management du Groupe W.

## T
- Tan Ming-T'Sien ( Chine ; T. 8 p. 8) : emprisonné à Lhassa pour avoir fourni des armes aux nationalistes tibétains, Tan rencontre Largo en prison lorsque ce dernier était jeune et s'évade avec lui. Il perd une jambe dans la traversée de l'Himalaya mais Largo lui sauve la vie. En échange, il lui fournit la possibilité de demander de l'aide aux "Gardiens du Tao". Largo le retrouvera bien plus tard à Hong Kong, où Tan est l'otage des triades. Largo le retrouvera mort dans les fausses geôles du Tibet (T. 15 p. 48), en fait de fausses geôles reconstituées en plein Hong Kong.
- Tarrant Dennis  ( États-Unis ; T. 13 p. 3) : ancien directeur d'une usine de fabrication de ski et snowboard à Deer Point (Montana). En difficulté financière son usine est rachetée par Speed One, une filiale de la Fenico, puis elle est fermée et délocalisée. Invité dans l'émission "Le Prix de l'argent" sur la chaîne de télévision ABS, il se tire une balle dans la tête en direct à côté de Largo (T. 13 p. 6). Père de June Tarrant, il était en fait condamné par un cancer et avait contacté l'avocat Nigel Knox avant son suicide pour lui demander de proposer ensuite à sa fille de porter plainte contre Largo pour homicide avec préméditation.
- Tarrant June  ( États-Unis ; T. 13 p. 8) : fille unique de Dennis Tarrant, aveugle de naissance. Ayant perdu sa mère dans un accident à l'âge de 10 ans, le suicide de son père la laisse orpheline à 25 ans. Elle attaque alors Largo en justice pour homicide avec préméditation, sur une proposition de l'avocat Nigel Knox. Elle finit par tomber amoureuse de Freddy Kaplan qui s'installe avec elle à Deer Point. Devenue copropriétaire de la nouvelle entreprise New Tarrant avec le groupe W qui reprend l'usine, elle se marie avec Freddy et ont des enfants.
- Tcheng ( Birmanie ? ; T. 8 p. 4), serviteur de Wo Shing Wu.
- Texel Marjan ( Pays-Bas ; T. 6 p. 11) : inspecteur adjoint de la police néerlandaise, sous les ordres de Karel, elle se fait passer pour une étudiante en sociologie auprès de Simon dont elle devient la maîtresse. Leur relation se poursuivra lors des tomes suivants, partant ensemble en vacances en Asie. Devenue par la suite inspecteur principale de la police judiciaire d'Amsterdam, elle réapparaît dans l'hôtel Blue Lotus à Hong Kong lors du tome 15, où elle passe des vacances en compagnie de son adjointe Willeke.
- Than Ming  ( Birmanie ; T. 7 p. 5) : capitaine de police birmane, il se fait passer pour mort (T. 7 p. 7) au cours d'une bagarre orchestrée par le Général Mah Win pour emprisonner Simon. Tué après avoir contacté Marjan Texel à New York (T. 7 p. 26), à qui il veut vendre son aveu.
- Tian Qizhang : un des agents asiatiques (avec Hou Hsiao) qui substituent le pigeon voyageur à un autre pour délivrer le message des Gardiens du Tao à Largo depuis Saint-Tropez. On apprend leurs noms grâce au réceptionniste de l'hôtel Byblos mais rien ne permet de dire lequel est Hou Hsiao et lequel est Tian Qizhang. L'un observe les agissements de Simon aux jumelles (T. 15 p. 8) et meurt dans un accident de voiture (T. 15 p. 14), l'autre intercepte le pigeon à l'aide d'un faucon (T. 15 p. 8) et finit par s'enfuir, puis retrouve Largo à Hong Kong. Homme de main de Tsai Lee, ce deuxième agent mourra dans le crash de l'hélicoptère de son patron (T. 16 p.44).
- Tsai Huang ( Chine ; T. 15 P. 1) : ministre chinois de l'Administration Générale de l'Aviation Civile, il est aussi le président de la Tsai Industries Corp., avec laquelle Bellecourt négocie une joint-venture (coentreprise). Très riche, il possède une petite île avec une majestueuse résidence au large de la péninsule de Sai Kung, à Hong Kong. Il est le père de Tsai Lee. Taoïste, il est en possession de l'original du Daodejing de Lao Tseu, objet que Largo est contraint de dérober pour les Gardiens du Tao s'il veut sauver Tan Ming T'sien. En fait Tsai Huang est un ancien maître de cette Triade, qu'il a trahie pour son profit personnel. Il organise donc un piège pour faire chanter Largo et obtenir des parts de son groupe, mais Tsai Huang est trahi par son propre fils, qui l'assassine alors qu'il est dans son lit avec trois prostituées (T. 16 p. 35), en utilisant les couteaux personnels de Largo. La caméra que Tsai Huang avait cachée pour filmer ses ébats permettra ensuite d'innocenter Largo (T. 16 p. 45-46).
- Tsai Lee ( Chine ; T. 15 P. 1) : on sait de lui qu'il a étudié aux États-Unis, qu'il est ingénieur en aéronautique et qu'il a ses brevets de pilote de jet et d'hélicoptère. Selon ses dires, c'est lui qui a incité son père, Tsai Huang, à s'intéresser à l'aviation civile. Lorsque Largo est enfermé dans la fausse geôle tibétaine reconstituée à Hong Kong, il prétend que Largo a plus de problèmes à cause de son passé tibétain qu'à cause de la tentative de vol du Daodejing. Il lui propose alors un marché en faisant jouer les relations de son père en échange des parts majoritaires de la Winch Aeronautics. Il prévoit la réaction de Largo mais ne peut empêcher sa fuite. Il prend plus tard en otage Sullivan et le Kwon Lan allié à Largo, annonçant à Largo que c'est lui qui a tué son propre père, Tsai Huang, pour à la fois faire accuser Largo de ce meurtre et prendre la relève de son père. Il demande alors à Largo de lui céder la totalité des parts du Groupe W. Largo et ses amis parviennent à s'enfuir puis, à la suite d'une course-poursuite aérienne, l'hélicoptère de Tsai Lee s'écrase en plein Hong Kong (T. 16 p.44).
- Mrs Treveleyan : personnage fictionnel joué par une actrice anonyme dans la série télévisée Golden Gate (T. 11 p. 3).
- M. Tyler : pseudonyme de Haynes lorsqu'il se fait passer pour un majordome au Winch Building (T. 9 p. 18). Identité peut-être empruntée à une vieille connaissance de Pennywinkle.
- Tyson ( États-Unis ; T. 23 p. 20) : garde du corps de Jarod et Demetria Manskind, amant de cette dernière.

## U-V
- Valdez ( États-Unis ? ; T. 12 p. 9) : voyou détenu dans la même prison que Cochrane et Largo lors du complot "Golden Gate". Il se fait recadrer par Largo.
- Baronne Solange Vandenberg ( France ? ; T. 5 p. 6) : Membre de la jet set, manipulée par Lemarchand qui lui fournit sa drogue, elle s'allie néanmoins à Largo lorsque celui-ci la surprend en train de se piquer. Veuve. Elle finit par tuer Lemarchand (T. 6 p. 27).
- Van Dreema Joop ( Pays-Bas ; T. 1 p. 17) : voir paragraphe Banks de l'article Groupe W. Tué dans l'explosion de l'avion dans lequel il fuyait avec sa dernière livraison d'héroïne (T. 6 p. 48).
- Veenstra Hanni ( Pays-Bas ; T. 20) : commandante dans la Marine Marchande, elle rejoint le Groupe W en tant que nouvelle présidente de la Winch Merchant Fleet. Elle sauve la vie des présidents du Groupe W en jetant par la fenêtre une bombe qui allait exploser dans leur salle de réunion. On ignore si elle a des liens de parenté avec M. Veenstra vu dans le tome 6.
- M. Veenstra ( Pays-Bas ; T. 6 p. 3) : président de la Limburgse Augurkenfabriek, entreprise néerlandaise de condiments au sein de laquelle était cachée le laboratoire de transformation de l'héroïne pour le compte du trafic de Van Dreema.
- Virgil ( États-Unis ? ; T. 2 p. 5) : chauffeur personnel de Nerio Winch, décédé (selon Largo Winch ; T. 2 p.37).
- Vitale d'Urso : fils du Doge, frère de Giambattista et de Silvestro. Aide Largo Winch à tuer R. Cotton. Gravement brûlé par ce dernier, il meurt dans les bras de Largo après avoir tué son ennemi.
- Baron Von Sturm und Feldhof Gustav  ( Allemagne ; T. 10 p. 20) : membre d'une grande famille d'industriels allemands et de la jet set. Largo lui fait croire à la mort de sa tante (qui détient les parts des sociétés familiales) pour lui soustraire subtilement son invitation pour le bal du Duc Leridan.

## W
- Wagner Joseph D.  ( États-Unis ; T. 3 p. 41) : industriel de l'Oregon, père de Mélanie Wagner, il n'apparaît que sur une photo.
- Wagner Mélanie  ( États-Unis ; T. 3 p. 41) : fille de Joseph D. Wagner, son identité est empruntée par Rifka Sharim. Elle n'apparaît que sur une photo.
- Walker Paul ( États-Unis ; T. 21 p. 41) : responsable de la Silver Trading, une filiale du groupe W basée à Chicago. Tué par Natalia Sabatchalya (T. 22 p. 4).
- Wallenstein Georg  ( Allemagne ; T. 1 p. 17) : voir Supermarkets & department stores du Groupe W.
- Walter (T. 2 p. 42) : homme de main de Cardignac. Tué par Largo (T. 2 p. 43).
- Walter (T. 23 p. 4) : employé de l'entreprise Iccos, tué par un mystérieux assassin (T. 23 p. 6)
- Wan Chong Nam : pseudonyme utilisé par Silky Song pour se faire passer pour une négociante (T. 23 p. 13)
- Washington Sarah  ( États-Unis ; T. 11 p. 5 en photo, puis T. 11 p. 27) : voir Autres personnages récurrents liés au Groupe W
- Wilcox Harvey  ( États-Unis ; T. 14 p. 10) : PDG de Speed One dont il est actionnaire à hauteur de 11 %, fils héritier du fondateur de la société. Il se fait convaincre par Steve Munro de tirer profit de la situation de l'usine Tarrant.
- Willeke ( Pays-Bas ; T. 15 p. 27) : adjointe de Marjan Texel, avec qui elle fait du tourisme à Hong Kong. Silky Song lui propose de partager sa chambre après que Simon a proposé à Marjan de partager la sienne. Willeke devient alors une des nombreuses amantes de Silky.
- Sir Williams Basil  ( Royaume-Uni ; T. 1 p. 17) : voir Merchant fleet du Groupe W. Tué par Turgut Asala par vengeance à la suite de la mort de son fils.
- M. et Mme Williams ( États-Unis ; T. 5 p. 41) : touristes bâillonnés par Simon et Belinda Lee, lesquels empruntent leur identité pour fuir les Bahamas (T. 5 p. 40).
- Général Win Mah  ( Birmanie ; T. 7 p. 3) : patron du MIS, le service de renseignements birman, et ministre de la police. Sur idée de Ralph Anderson, il organise un complot contre Simon pour mater la rébellion Chan dont certains membres sont des amis de Largo. Se suicide après avoir tué Anderson (T. 8 p. 48).
- Winter Jay  ( États-Unis ; T. 3 p. 17) : inspecteur principal de l'IRS.
- Wolf-le-frimeur ( Suisse ? ; T. 17 p. 4) : un des ravisseurs de Martha Strœgl.
- Wolfgang ( Liechtenstein ; T. 2 p. 27) : ami d'enfance de Largo.
- Wong ( Chine ; T. 15 p. 19) : capitaine chinois qui a détenu le jeune Largo dans la prison de Lhassa à l'époque où celui-ci a rencontré Tan Ming T'sien. Largo le retrouve dans la fausse prison tibétaine après avoir été enlevé à Hong Kong. En poursuivant Largo dans sa fuite, Wong est projeté d'une passerelle par les moines shaolin qui viennent au secours de Largo. Il meurt en s'écrasant quelques mètres plus bas, sous les roues d'un autobus (T. 16 p. 23).
- Wu Wo Shing  ( Chine ? ; T. 8 p. 5) : tenancier de maison close à Rangoon. Est lié aux triades chinoises.

## X-Y-Z
- Xuen ( Chine ; T. 15 p. 28) : il se fait passer pour le responsable d'une Triade à Hong Kong, celle qui a aidé Largo au Myanmar (pour libérer Simon de la forteresse de Makiling) et qui peut donc demander à Largo d'aider à son tour la Triade. Xuen lui demande alors de lui rapporter « ce que voient les trois yeux des Gardiens du Tao ». En fait, Xuen est à la solde de Tsai Huang, ancien maître de la Triade ayant trahi les autres membres à son profit. Il tient Tan Ming T'sien en otage et le menace de mort s'il n'est pas exaucé sous les 48h. On le retrouve ensuite aux côtés de Tsai Lee, avec qui il meurt dans un crash d'hélicoptère à Hong Kong (T. 16 p.44).
- Yassar ( Turquie ; T. 1 p. 16) : gardien de la prison de Selimiye.
- Youri ( Russie ; T. 21 p. 34) : homme de main employé par Pope.
- Yvatschvili Iorg  ( Géorgie ; T. 18 p. 14, 17) : plus gros trafiquant d'armes de l'ex-URSS, il se terre dans son pays natal mais réussit à fournir des armes autant à Al-Qaïda qu'aux Talibans et aux rebelles tchétchènes ainsi que les pirates somaliens. Dans le tome 17, le FBI soupçonne Largo Winch de lui avoir acheté des armes, ce qui incite ce dernier à enquêter. Fils de Sybilla Yvatschvili (alias Sybil Lockwood) et de Nerio Winch (d'après sa mère) (ce qui est impossible car ce dernier est stérile), il meurt écrasé par accident par un conteneur de 20 tonnes à bord du cargo Sybilla (T. 18 p. 36).
- Zaw Lon  ( Birmanie ; T. 7 p. 3) : responsable des visas au MIS, le service de renseignements birman.
- M. Zhao ( Chine ; T. 15 p. 24) : cadre du Groupe W au Blue Lotus à Hong Kong (probablement directeur de l'hôtel).
- Zorzi Pasquale  ( Italie ; T. 9 p. 4) : ex-directeur au Groupe W, propriétaire d'un restaurant vénitien (L'Osteria della Mar), tué sur ordre de Cotton pour avoir entendu une conversation sur le complot de la CASPE (T. 9 p. 6), il a néanmoins le temps d'envoyer un fax à Largo pour le prévenir du danger.

## Quelques personnages restés anonymes
Il ne s'agit évidemment pas de lister et décrire tous les personnages et figurants restés anonymes dans la série mais de distinguer néanmoins certains ayant eu un rôle relativement important à un moment donné. Ils sont listés par ordre d'apparition:
- Gardien-chef de la prison turque de Selimiye ( Turquie ; T. 1 p. 16). À noter que si son nom n'est pas donné dans la bande dessinée, il apparaît également dans le premier roman Largo Winch et Groupe W (1977) où il est nommé Radel Sirketi.
- Ministre turc (de l'Intérieur ?), qui ordonne la libération de Largo alors emprisonné à Selimiye ( Turquie ; T. 1 p. 27). À noter que si son nom n'est pas donné dans la bande dessinée, il apparaît également dans le premier roman Largo Winch et Groupe W (1977) où il est nommé Yassar Karadayi.
- Tueurs de la section K ( Turquie ; T. 1 p. 41), les hommes de Khamal, en partie tués par Largo et Simon.
- Secrétaire brune du Groupe W, collègue de Marilyn Apfelmond ( États-Unis ; T. 2 p. 7). Elle n'a pas de rôle essentiel mais apparaît plusieurs fois dans la série.
- Père de Danitza, gitan ( Yougoslavie ? ; T. 2 p. 12).
- Lieutenant de police chargé de l'enquête sur l'Archer Vert (Ashraf Nader) ( États-Unis ; T. 3 p. 15). Tué par Ashraf Nader (T. 3 p. 35).
- Deux industriels Japonais, en lien avec la liquidation de la division Électronique & Informatique du Groupe W ( Japon ; T. 3 p. 38). L'un d'eux est tué par Ashraf Nader (T. 4 p. 25).
- Lieutenant de police ayant repris le dossier de l'Archer Vert à la mort de celui-ci ( États-Unis ; T. 4 p. 28). C'est sans doute le même qui apparaît lors du tome 9 (T. 9 p. 39) et dans le tome 17.
- Le Président des États-Unis apparaît de façon anonyme (nom et visage non dévoilés) ( États-Unis ; T. 4 p. 38).
- Clochard parisien, surnommé "Professeur" ( France ; T. 5 p. 28).
- Copilote de la Winchair, fiancé de Joyce, impliqué dans le trafic de drogue de Van Dreema ( États-Unis ? ; T. 6 p. 37). Tué dans l'explosion de l'avion (T. 6 p. 48).
- Le Secrétaire d'État américain ( États-Unis ; T. 7 p. 20).
- Le « Kwon Lan » (Haut Dignitaire) d'une « San He Hui » (Triade) à Rangoon ( Chine ? ; T. 8 p. 9), que Largo rencontre en demandant l'aide des "Gardiens du Tao" grâce à Tan Ming-T'Sien, afin de libérer Simon de la forteresse de Makiling. Plus tard, le même Kwon Lan retrouve Largo à Hong Kong, où il lui vient en aide dans sa fuite de la fausse geôle tibétaine (ses moines tuant le capitaine Wong qui était aux trousses de Largo) avant de lui demander de payer sa dette en volant le Daodejing à Tsai Huang, ancien maître ayant trahi la Triade du Kwon Lan.
- Sosie du Général Mah Win ( Birmanie ?; T. 8 p. 14), il fait partie de l'équipe formée pour délivrer Simon et les otages Chan à la prison de Makiling.
- Gardes du corps de Simon ( États-Unis ; T. 11 p. 28). L'un est en fait un traître pour le compte de Baker et Panatella et tue l'autre (T. 12 p. 28) avant de tenter de faire de même avec Simon.
- L'avocat de Largo ( États-Unis ; T. 12 p. 6). Il défend Winch dans les affaires Golden Gate (T. 12) et Speed One (T. 13).
- Policier de Deer Point ( États-Unis ; T. 13 p. 36), coéquipier de Mitch Russel.
- Commissaire de Hong Kong ( Chine ; T. 16 p. 6). Lorsque Largo a disparu, il fait comprendre à Sullivan, Simon et Marjane que l'enquête a fait ressurgir le passé tibétain de Largo donc qu'il serait obligé de l'arrêter si la police le retrouvait. Plus tard, il innocente Largo du meurtre de Tsai Huang grâce à une vidéo mais réaffirme que le dossier tibétain pose problème ainsi que l'agression de quatre policiers sur l'île de Tsai.
- Ministre chinois de la Justice ( Chine ; T. 16 p. 47), proche de Tsai Huang, qui permet à Largo d'être libre malgré son passé tibétain mais avec l'interdiction de territoire, à l'avenir, pour Largo mais aussi pour n'importe quel employé du Groupe W, ceci empêchant tout investissement du groupe dans le pays.
- Le Juge ( Suisse ; T. 17 p.35). Aveugle, il connaît Simon de réputation. Semble être le chef d'un réseau de voleurs de Lucerne. Il aide Simon à retrouver la trace des ravisseurs de Martha Strœgl.
- Ministre géorgien de l'Équipement ( Union soviétique et  Géorgie ; T. 18 p. 4) : Ministre chez qui Nerio Winch a séjourné à Tbilissi dans les années 1980 et où il a fait la connaissance de Sybilla Yvatchvili alias Sybil Lockcwood.

## Animaux
Les animaux sont très rarement présents dans Largo Winch et restent des figurants. Néanmoins certains sont nommés ou ont un rôle particulier (par ordre d'apparition) :
- Nemrod et Alexandre, lions de cirque (T. 2 p. 13).
- Gary et Blackie, chiens de garde du château de Gus Fenimore (T. 4 p. 30).
- Melvin, chat noir de Marilyn Apfelmond (T. 6 p. 14).